# 雅也阿都拉
雅也·阿都拉，马来西亚政治人物，伊斯兰党籍，曾经担任吉打州立法议会仁那里议员（1999年至2004年、2008年至2013年） 。